# Eupithecia bandurriasae
Eupithecia bandurriasae es una especie de polilla de la familia Geometridae. La especie fue descrita por primera vez por Frederick Hastings Rindge habiendo sido descrita en 1991, con distribución en Chile. El holotipo de la especie fue descrita en Aysén, Bandurrias, a poca distancia este de Coyhaique.

## Descripción
Es una polilla pequeña con una envergadura de 17 milímetros (0,7 plg). El ala anterior es de color blanco grisáceo con marcas de color gris oliva, formando bandas oscuras separadas por espacios claros y pálidos con un parche basal pequeño y una banda pálida seguida de una mancha gris a nivel de la costa. La fascia central es bordeada por bandas de color gris oliva que se componen de dos líneas separadas por un espacio pálido medio y una banda gris oliva antes de una línea submarginal pálida y una línea marginal oscura, interrumpida en las venas con flecos a cuadros.
El ala trasera con todas sus marcas reproducidas, excepto las basales. En el macho se nota la mitad costal es blanquecina, sin marcas. La parte inferior es más pálida, el color de fondo está menos espolvoreado. Los vellos de las alas anteriores en el macho son blancas con una hinchazón en forma de bolsa en el ala trasera es larga y coloreada como el resto del ala, aparentemente sin un lápiz de pelos debajo.
Cabeza, tórax y abdomen como alas, este último con alas oscuras; patagia con la mitad basal pálida, la mitad exterior gris oliva, negruzca en el medio.